# Невикористана магістраль

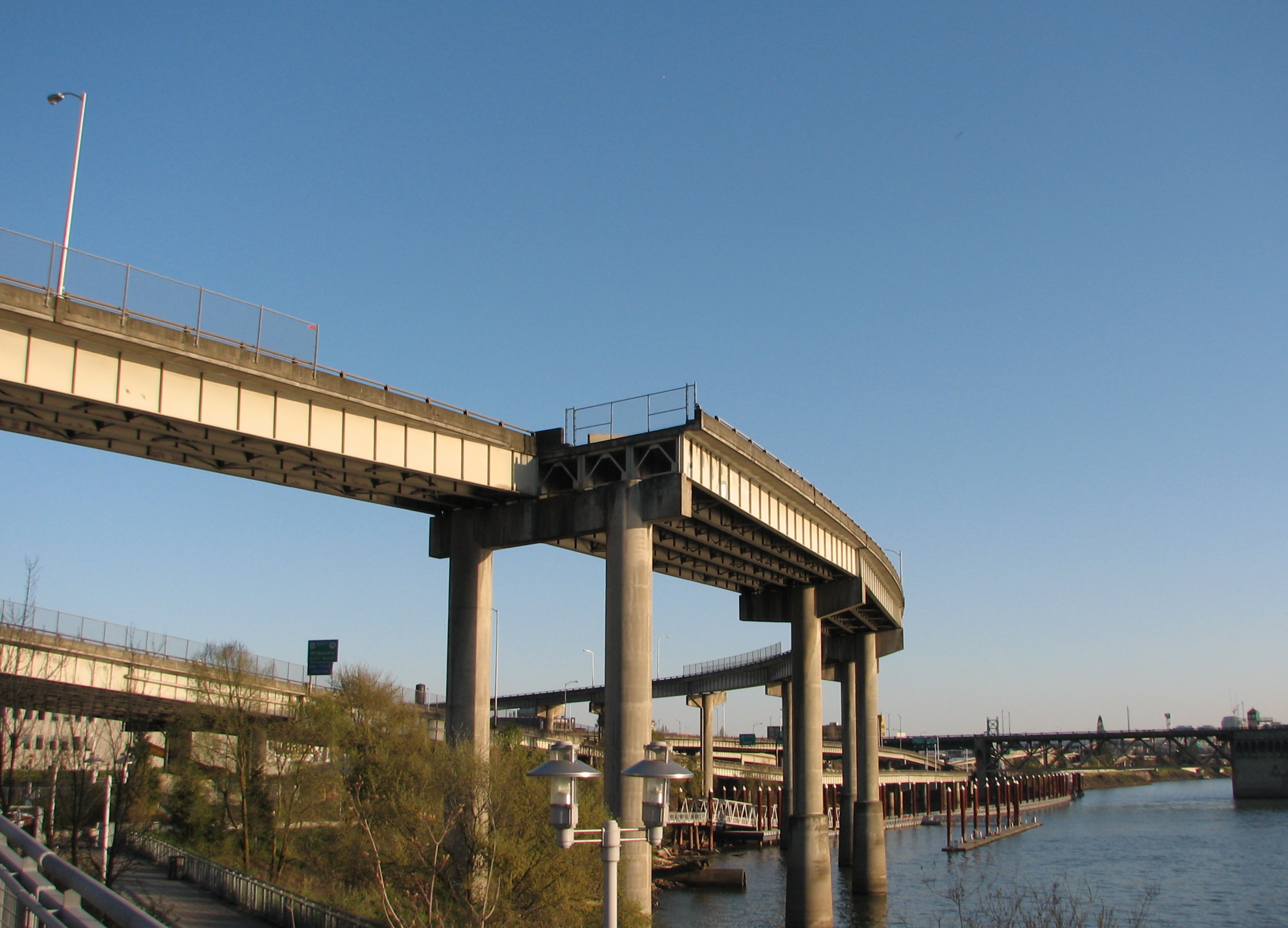
Рампа, яка зараз не використовується, у Портленді, штат Орегон, на західній кінцевій станції I-84 на східному березі річки Вілламетт, яка раніше сполучалася з US99W/Steel Bridge

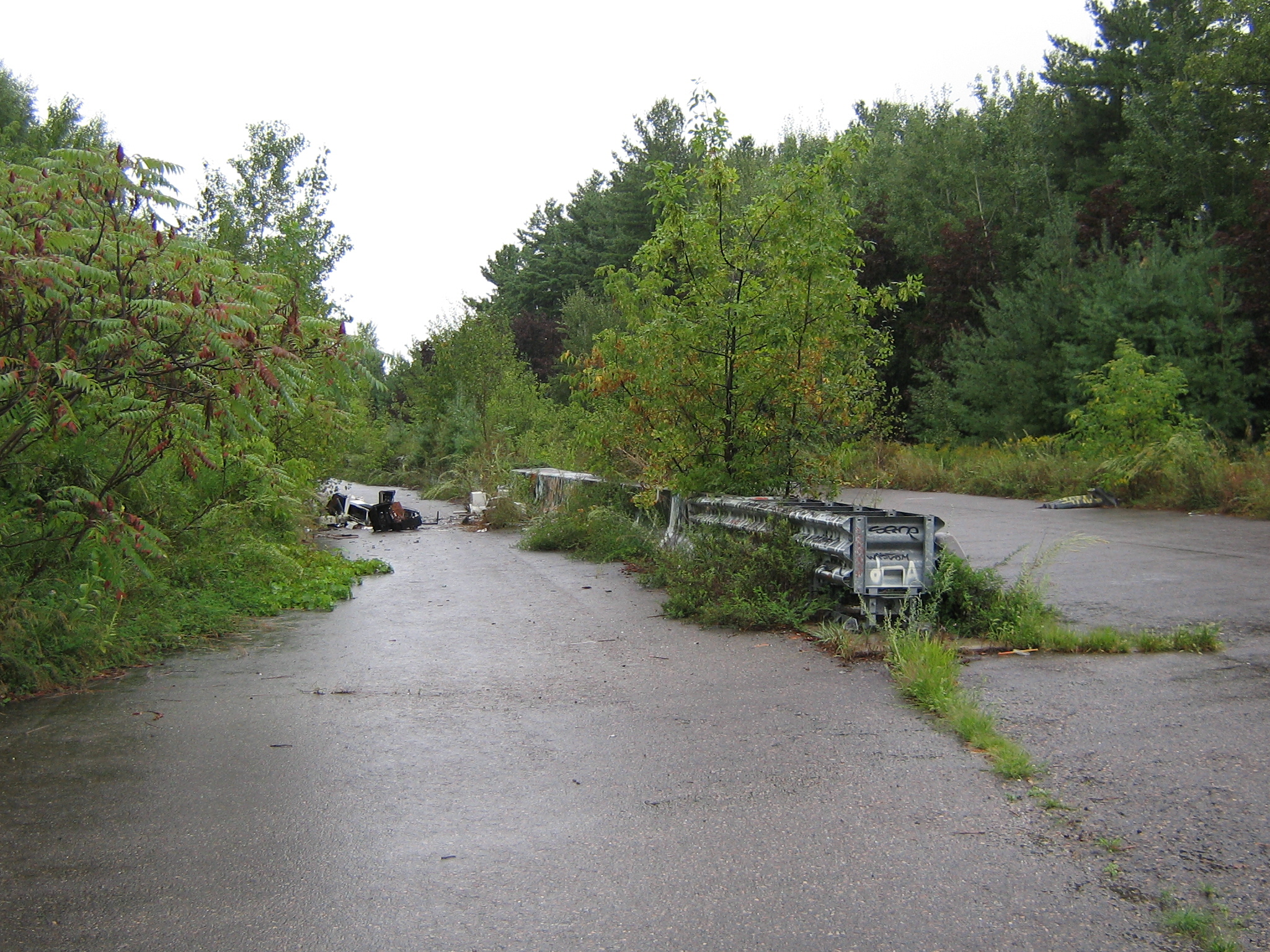
Невикористана ділянка розділеного шосе, що наближається до міжштатної автомагістралі 189 у Берлінгтоні, штат Вермонт (погляд на південь від:); деякі смуги зараз заблоковані викинутою електронікою.

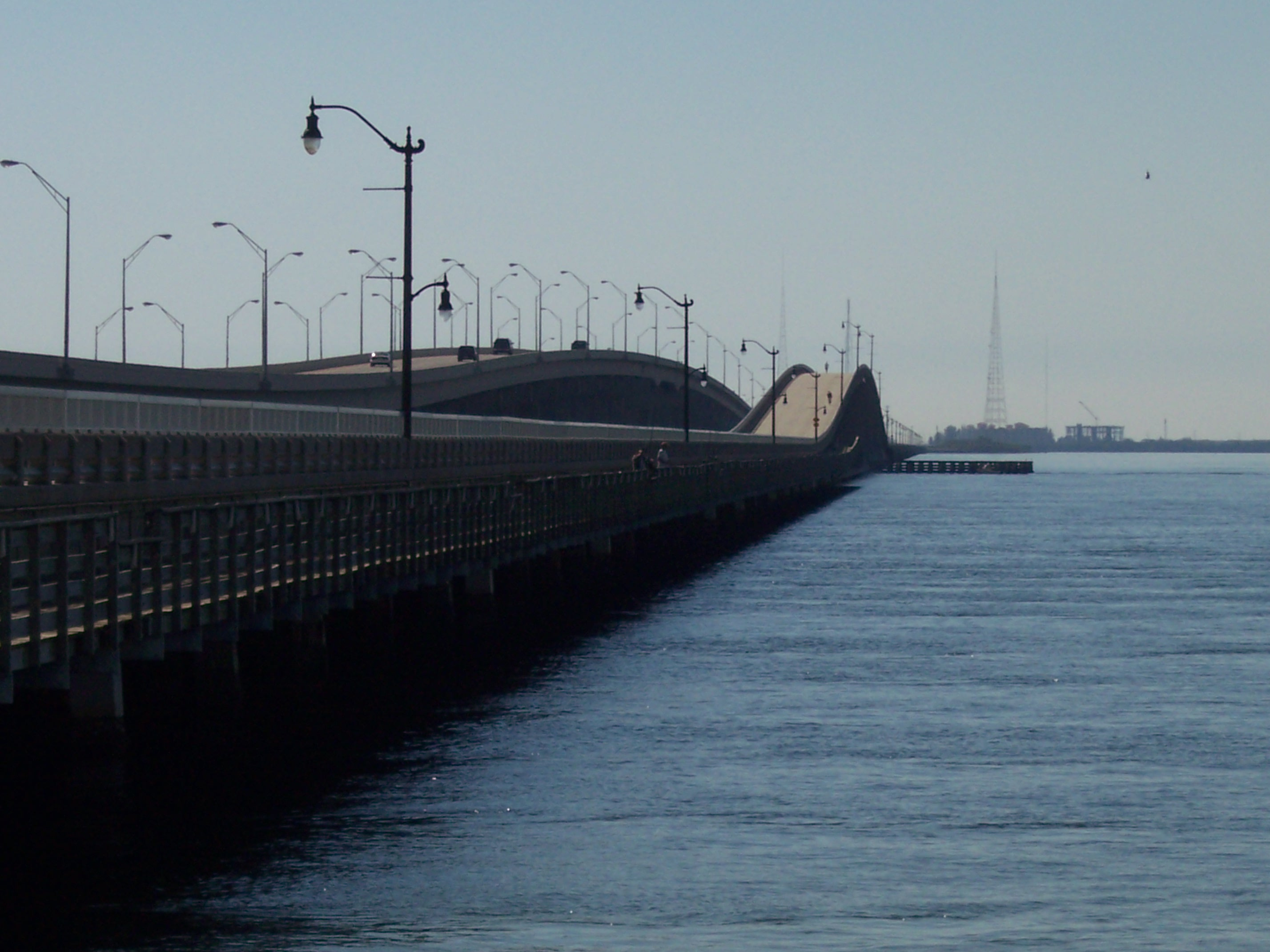
В 1956 році проліт мосту Ганді між Тампою та Санкт-Петербургом був закритий для руху в 1997 році та використовувався як рекреаційна стежка з 1999 до 2008 року, коли її закрили з міркувань безпеки. Він залишився на місці, оскільки чиновники вирішували між знесенням чи реконструкцією. У 2015 році розпочато знесення мосту, що не використовувався.

Невикористана автомагістраль — це магістраль або з’їзд на шосе, які були частково або повністю побудовані, але залишилися невикористаними або пізніше закриті. Невикористану проїжджу частину або пандус часто називають покинутою дорогою, дорогою- привидом, шосе в нікуди, з’їздом, спуском, лижним трампліном, вулицею - привидом, виїздом або просто заглушкою.

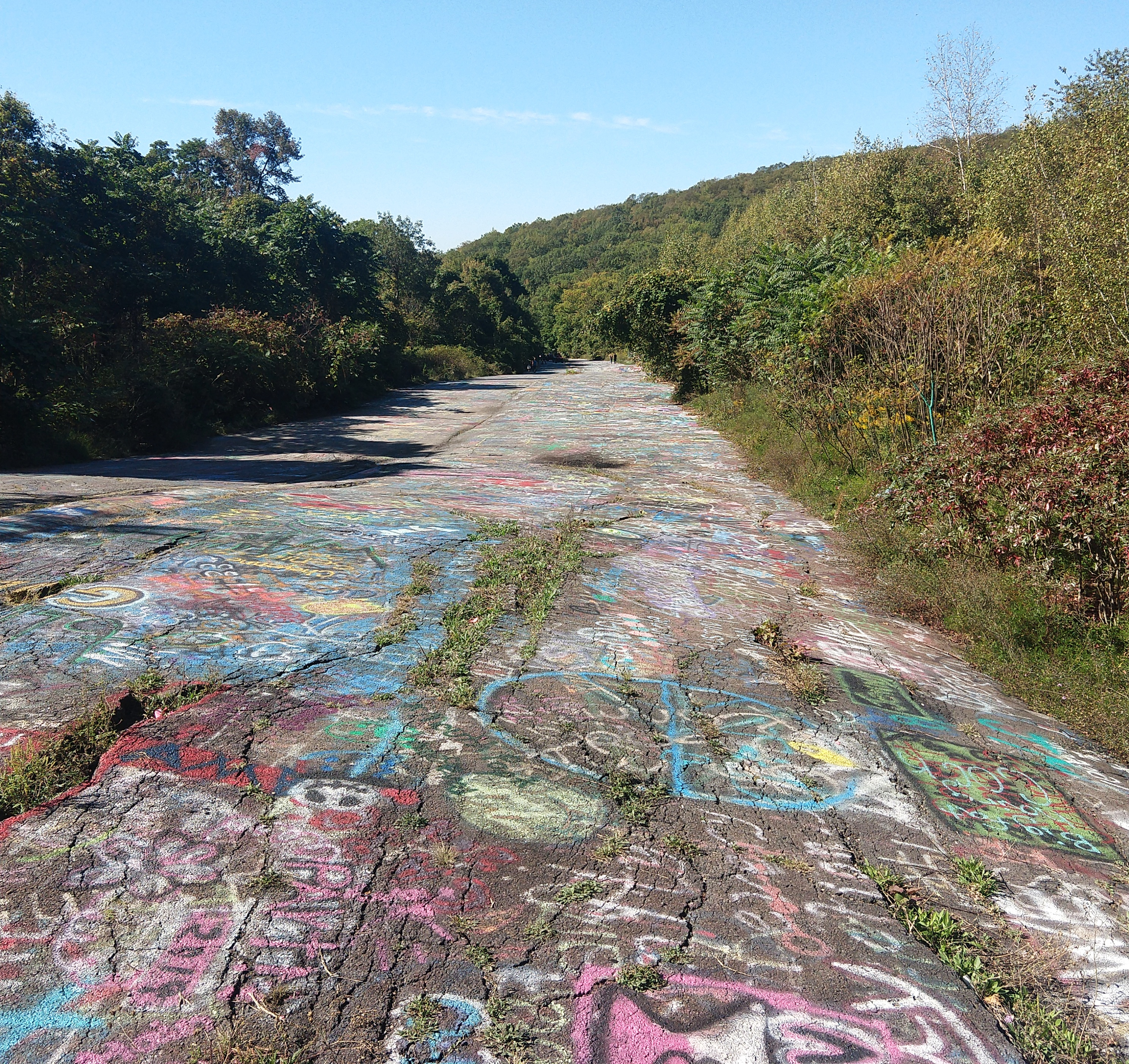
Занедбана ділянка Pennsylvania Route 61, покрита графіті, яка була покинута через пожежу в Сентрейлії

## Приклади

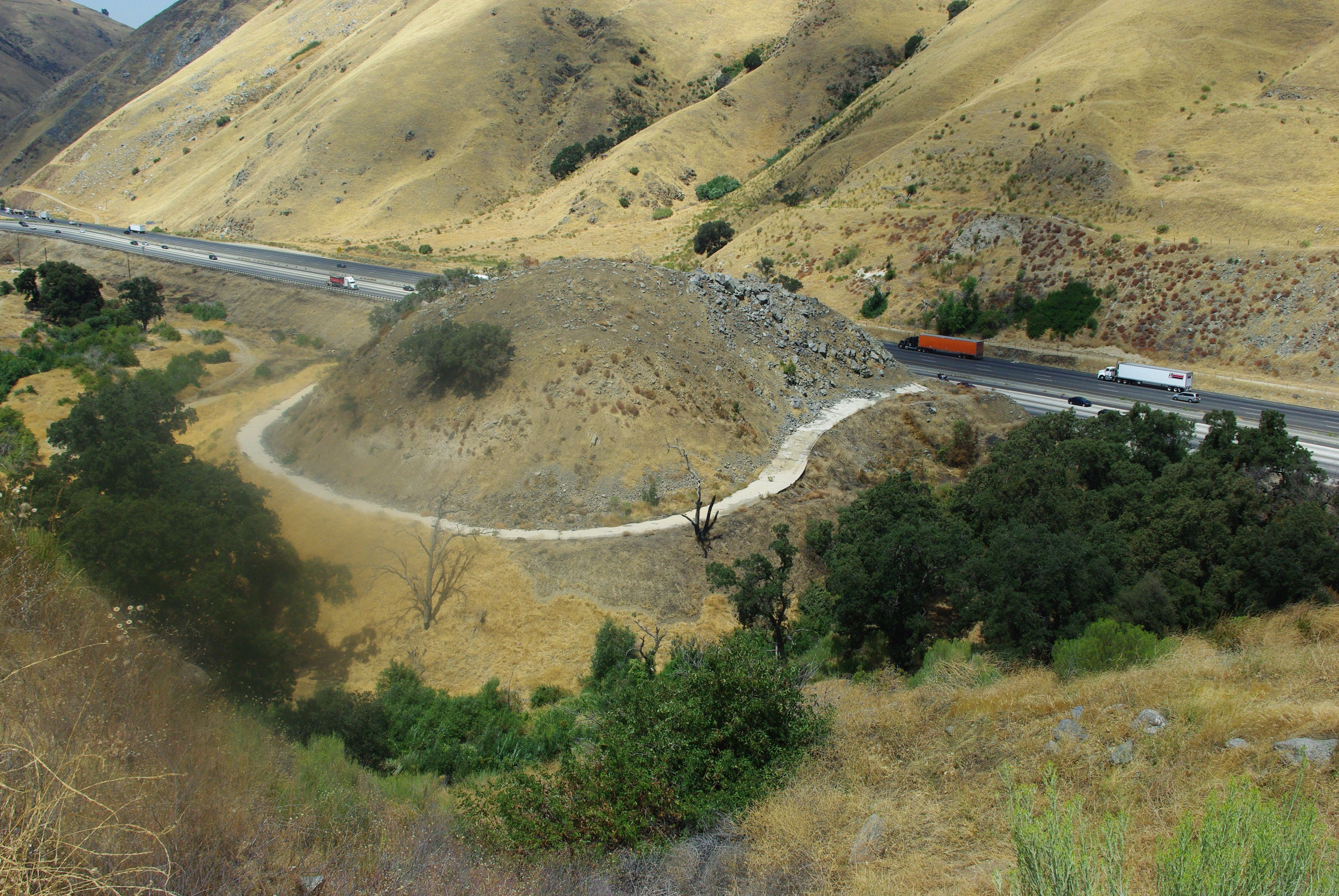
Ділянка хребтового маршруту 1915 року в Лебеку, покинута в США 99 (пізніше оновлений до I-5) був побудований над перевалом Теджон, щоб зробити подорож прямішою та безпечнішою

Деякі приклади причин невикористаних магістралей включають:
- Старіша частина дорожнього полотна залишилася невикористаною через перепланування шосе. Занедбана автомагістраль Пенсільванії є одним із прикладів цього, де два 2-смугові тунелі та 4-смугові під’їзди були об’їзджені з 4-смуговими розрізами. Старі тунелі та під’їзні дороги в цьому випадку реконструюються для багатофункціональної дороги. Деякі частини автомагістралей A1 і A3 в Італії нещодавно були залишені після того, як деякі небезпечні, звивисті та вузькі гірські ділянки були замінені ширшими та прямішими трасами через нові віадуки та тунелі. На багатьох дорогах в Альпах деякі небезпечні ділянки були замінені тунелями, а покинуті частини зазвичай закриті для руху та використовуються як пішохідні стежки.
- Дорога, яка існувала, щоб обслуговувати міст, стає тупиком, коли міст знесено або залишено руйнуватися до точки, коли ним більше не можна безпечно користуватися. Це поширене явище на деяких старих трасах US Route 66, які було об’їдено, оскільки маршрут було змінено через кілька перепланувань, перш ніж у 1985 році він став виведеним з експлуатації шосе.
- Дорога стає тупиком, коли залізничний переїзд закритий і замінений естакадою/підземним переходом на деякій відстані від колишнього залізничного переїзду (поширений у Греції).  Шосе закривають і руйнують, де на перехрестях залишаються відруби. Приклади включають пандуси від автостради Ембаркадеро, які залишилися на під’їзді до Бей-Брідж (міждержавна автомагістраль 80) у Сан-Франциско після знесення власне автостради Ембаркадеро. Пандуси, що залишилися, були знесені в 2010–11 роках під час знесення старого терміналу Transbay, щоб звільнити місце для нового транзитного центру Transbay.
- Починається будівництво шосе, але його скасовано, можливо, через повстання на автостраді. Приклади:
  - Пенсільванський маршрут 23 «Козяча стежка» на схід від Ланкастера, який був відсортований для чотирисмугової швидкісної дороги. Проект було скасовано до того, як можна було розпочати асфальтування, тому земляне полотно засіяли травою.
  - У Лондоні на автомагістралі М11 є дві короткі невикористані смуги на розв’язці 4 (Чарлі Брауна), які мали б сполучити автомагістраль М12 на схід до Ессекса.
  - Швидкісна автомагістраль Р. Х. Томсона в Сіетлі так і не була побудована, залишивши з’їзди.
  - Так само є невикористані пандуси для так і не збудованих внутрішніх поясів і південно-західного коридору (відповідно, I-695 і частина невикористаної траси для I-95) у Бостоні, Массачусетс.
  - Подібна ситуація була на автомагістралі А4 поблизу Делфта, Нідерланди, де роботи почалися в 1960-х роках, але були припинені (і завершені в 2016 році).
  - В Італії автомагістраль A31 закінчується в нікуди, оскільки роботи з її розширення до A22 були зупинені після протестів наприкінці 1970-х років.
  - 5-кілометровий (3,1 милі) тунель Guinza, частина запланованого європейського маршруту E78 Гроссето–Фано, була завершена в 1991 році та ніколи не була відкрита для руху. https://goo.gl/maps/ACeNPKTLjYrBrLfd9
  - Інший приклад у Коннектикуті, вздовж I-84, поблизу Хартфорда. Це єдиний чотирирівневий стек-обмін у штаті, однак він використовується лише частково.
  - Система автомагістралей Нью-Йорка має багато недоліків, оскільки вона була основною системою автомагістралей у штаті (і все ще становить її основну частину, особливо в Нью-Йорку та поблизу нього) до того, як система міжштатних автомагістралей була створена. Однак після того, як у Нью-Йорку почали будувати міжштатні магістралі, багато проектів розширення паркових доріг штату, які були в розробці, було залишено. Приклади включають виїзд 2 і виїзд 9 на Cross County Parkway, Taconic State Parkway на I-90, Northern State Parkway на NY 454, а також східну та західну кінцівку Lake Ontario State Parkway.[джерело?]
  - Міст Foreshore Freeway у Кейптауні, який стояв незавершеним після припинення будівництва в 1977 році.
- Заглушки будуються для підключення до шосе, яке ще не побудовано. Ці заглушки дуже поширені в штаті Північна Кароліна, де вони згодом з’єднаються з новими ділянками I-73, I-74 та I-840, серед іншого, вздовж міської петлі Ґрінсборо. На автомагістралі Массачусетс у Вест-Стокбріджі можна побачити залишки пандусів. Пандуси використовувалися для з’єднання новозбудованого шосе, завершеного в травні 1957 року, з місцевими дорогами до з’єднання з автомагістраллю штату Нью-Йорк, завершеної до лінії штату Нью-Йорк-Массачусетс у травні 1959 року. Крім того, у Мельбурні, Флорида, найзахідніша точка Дороги Пінеда згодом з’єднається з Вікхем-роуд, але тим часом її заблоковано на захід від з’їзду I-95.
- Коли розділене шосе закінчується, іноді існує заглушка, де більша частина шосе може стати розділеною магістраллю та приєднатися до заглушки.
- Частина траси може залишитися невикористаною через зміни державних кордонів. Деякі ділянки автобану Берлін–Кенігсберг не використовуються після поділу Східної Пруссії, оскільки на цьому шосе немає прикордонного переходу між Польщею та Росією. Деякі невеликі дороги між різними європейськими країнами не мали прикордонних пунктів і були закриті для руху, поки ці країни не приєдналися до Шенгенської угоди. Деякі прикордонні дороги закриті, коли дві країни мають погані відносини або перебувають у стані війни, наприклад, між Алжиром і Марокко, Північною Кореєю і Південною Кореєю, Ізраїлем і Ліваном, Ізраїлем і Сирією, Туреччиною і Вірменією та Азербайджаном і Вірменією. Навіть країни, які перебувають у хороших стосунках між собою, вирішили закрити деякі транскордонні дороги з меншою кількістю людей з міркувань безпеки, як це зробили США та Канада вздовж свого кордону на південь від Монреаля перед проведенням там літніх Олімпійських ігор 1976 року.
- Шосе використовується з метою, відмінною від початкової. Східний кінець I-70 у Балтиморі та відрізок I-95 всередині Capital Beltway на північний схід від Вашингтона, округ Колумбія, є двома прикладами через скасування їх трас у центрі міста. Обидва ці заглушки використовуються для паркувальних засобів. В Англії під час ремонтних робіт у 1987 році траса A47 у Ратленді біля Вордлі була змінена, в результаті чого залишилася невикористана ділянка проїжджої частини, яка функціонує лише як доступ до передавальної станції. У 2009 році частину A2 у Кенті перебудували, залишивши значну частину початкової дороги недоторканою. Частину дороги зробили громадським парком. На I-90 поблизу Олбані, штат Нью-Йорк, була побудована розв'язка для запланованої I-687; ця розв’язка (позначена як вихід 5A з I-90) тепер служить виїздом на Corporate Woods Boulevard. Виїзні пандуси займають майже стільки ж місця, скільки площа, яку вони обслуговують.
- На трасі є невикористані смуги. 1000 Islands Parkway містить дві «смуги-привиди» на всій довжині 40 кілометрів (25 миль). Її смуга відводу розділена на чотири смуги, оскільки під час її будівництва вона була частиною шосе 401, найжвавішого шосе Канади. Коли в 1968 році було остаточно завершено будівництво шосе 401, остання об’їзна дорога 1000 островів пролягала далі вглиб країни. Дві смуги оригінальної чотирисмугової смуги набережної було збережено та використано для мальовничої алеї, а решта стала невеликими пішохідними або велосипедними доріжками, прокладеними на смузі проїзду, яка в іншому випадку була вільною.